# Hymenophyllum caparaoense
Hymenophyllum caparaoense là một loài dương xỉ trong họ Hymenophyllaceae. Loài này được Brade mô tả khoa học đầu tiên năm 1951.
Danh pháp khoa học của loài này chưa được làm sáng tỏ. 